# Trident Juncture
Trident Juncture, abgekürzt TRJE, ist die Bezeichnung einer Großmanöverserie der NATO, die von dieser nach dem 2014 begonnenen Krieg in der Ostukraine ins Leben gerufen wurde, um gemeinsam mit allen Mitgliedsstaaten das  internationale Zusammenspiel von Truppen für den Bündnisfall zu trainieren und ein Signal der Abschreckung an Russland zu senden. Die größte Truppenzahl entsenden die USA (2018: 10.000).
Es fanden bisher folgende Trident Junctures statt:
- Trident Juncture 2015, 28. September bis 6. November 2015, in Italien, Portugal, Spanien und im gesamten Mittelmeer[2]
- Trident Juncture 2018, 25. Oktober bis 23. November 2018, in und um Norwegen